# 蔡素英
蔡素英（韓語：채소영，1990年10月15日—），本名金素英，韓國女演員。

## 演出作品

### 電視劇
- 2010年：KBS《媽媽也漂亮》飾演 李允珠
- 2011年：KBS《烏鵲橋兄弟》飾演 李勝利
- 2012年：KBS《Drama Special－您是否知道跆拳道（朝鲜语：태권, 도를 아십니까）》飾演 姜韓娜
- 2013年：JTBC《再也無法忍受》飾演 朱思蓉
- 2014年：SBS《誘惑》飾演 劉世珍
- 2015年：KBS《拜託了，媽媽》飾演 申幼熙
- 2017年：SBS《愛情的溫度》飾演 林秀貞
- 2017年：JTBC《The Package》飾演 吳藝菲

### 電影
- 2014年：《青春勿語》

### MV
- 2009年：朴軫永《No Love No More》 （页面存档备份，存于）
- 2010年：2PM《Follow Your Soul》
- 2016年：許閣、VROMANCE《已經冬天》 （页面存档备份，存于）

## 外部連結
NAVER （页面存档备份，存于）